# 1072 Malva
1072 Malva è un asteroide della fascia principale del diametro medio di circa 45,05 km. Scoperto nel 1926, presenta un'orbita caratterizzata da un semiasse maggiore pari a 3,1610553 UA e da un'eccentricità di 0,2432739, inclinata di 8,02842° rispetto all'eclittica.
Il suo nome fa riferimento alle piante del genere Malva.